# Milwaukee
Milwaukee (IPA: [mɪlˈwɔːki]) az Amerikai Egyesült Államok Wisconsin államának legnagyobb városa. A Milwaukeei főegyházmegye érseki székvárosa. Lakosainak száma 577 222 fő (2020. április 1.).

## Fekvése
Wisconsin délkeleti részén, a Michigan-tó nyugati partján, az Illinois tagállambeli Chicagótól északra fekszik.

## Népessége
| Lakosok száma | 628 088 | 594 833 | 600 155 | 577 222 |
|               | 1990    | 2010    | 2015    | 2020    |

## Éghajlata

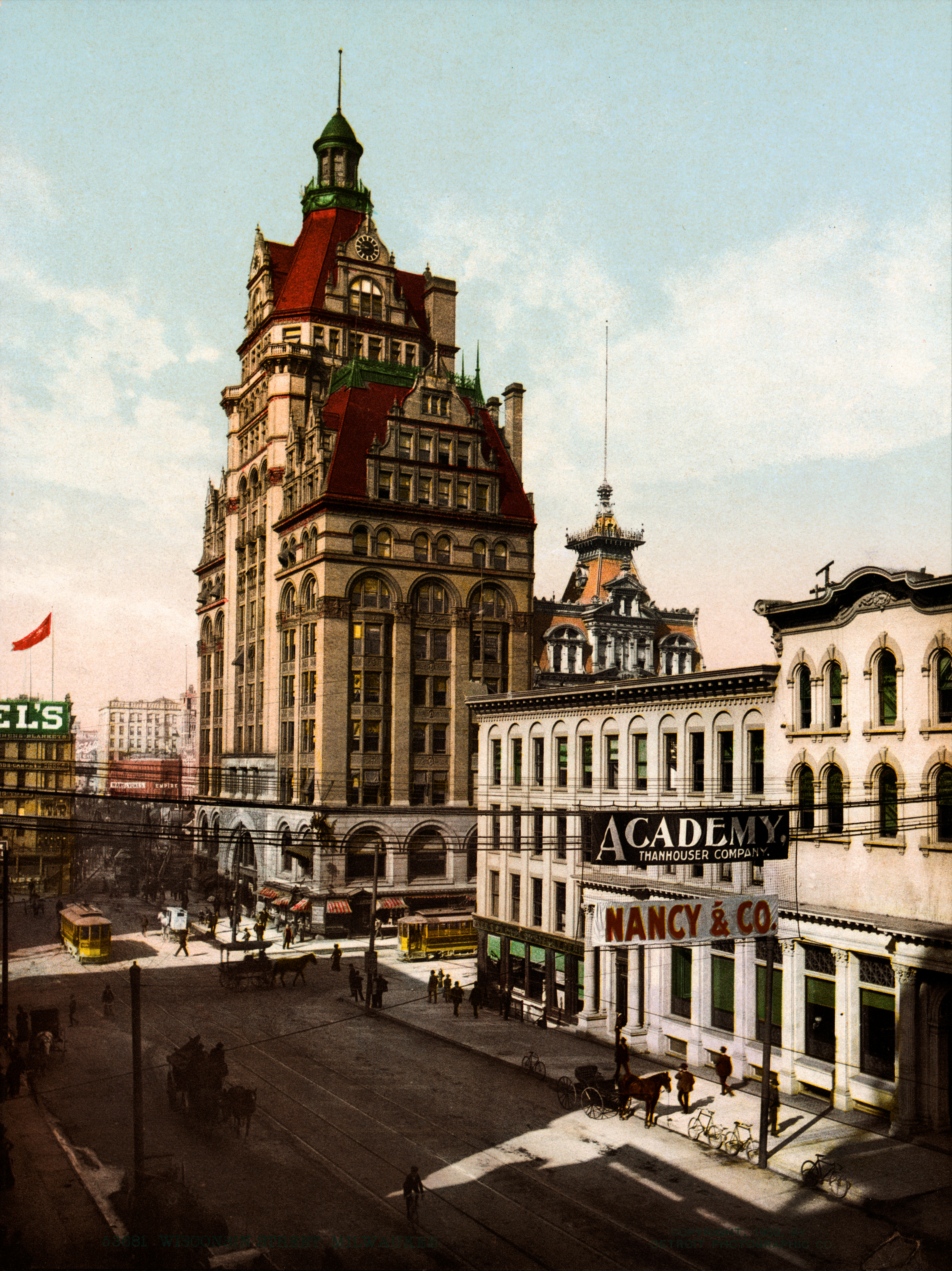

| Hónap                         | Jan. | Feb. | Már. | Ápr. | Máj. | Jún. | Júl. | Aug. | Szep. | Okt. | Nov. | Dec. | Év   |
| ----------------------------- | ---- | ---- | ---- | ---- | ---- | ---- | ---- | ---- | ----- | ---- | ---- | ---- | ---- |
| Átlagos max. hőmérséklet (°C) | −1,7 | 0,3  | 5,8  | 12,1 | 18,3 | 24,1 | 26,7 | 25,8 | 21,8  | 15,2 | 7,8  | 0,4  | 13,1 |
| Átlagos min. hőmérséklet (°C) | −9,1 | −7,1 | −2,4 | 2,9  | 8,1  | 13,9 | 17,5 | 17,2 | 12,7  | 6,2  | 0,0  | −6,6 | 4,5  |
| Átl. csapadékmennyiség (mm)   | 45   | 42   | 58   | 90   | 86   | 99   | 93   | 101  | 81    | 67   | 69   | 52   | 883  |
| Havi napsütéses órák száma    | 139  | 152  | 186  | 213  | 275  | 303  | 339  | 282  | 216   | 186  | 150  | 115  | 2556 |
| Forrás: NOAA                  |      |      |      |      |      |      |      |      |       |      |      |      |      |

## Látnivalók
Számos múzeum és park, valamint egy állatkert is található a városban.

## Közlekedés
A városból Chicago elérhető vonattal a Hiawatha Service járatokkal. A városnak nemzetközi repülőtere is van, a Milwaukee Mitchell nemzetközi repülőtér.

## Sport
- Milwaukee Brewers baseballcsapat
- Milwaukee Bucks profi kosárlabdacsapat

## Híres szülöttei
- Gene Wilder színész
- Andy Biersack zenész (Andy Sixx)
- Spencer Tracy színész
- Ava Max énekesnő
- David Giuntoli színész
- Trixie Mattel drag queen, énekes
- Jeffrey Dahmer sorozatgyilkos